# آقای جونز
آقای جونز (انگلیسی: Mr. Jones) فیلمی در ژانر دلهره‌آور و درام به کارگردانی آگنیشکا هولاند است که در سال ۲۰۱۹ منتشر شد. این فیلم در شصت و نهمین جشنواره بین‌المللی فیلم برلین برای جایزه خرس طلایی رقابت می‌کرد.فیلم درباره‌ی گرت جونز،یک روزنامه‌نگار، است که قصد دارد برای مصاحبه با استالین به شوروی برود.

## بازیگران
- جیمز نورتون
- ونسا کربی
- پیتر سارسگارد
- جوزف ماول
- کنت کرانام
- میخالینا اولشانسکا
- بیاتا پازنیاک
- فنلا وولگار
- کشیشتف پیه‌چینسکی
- مارچین چارنیک
- متیو مارش